# Пешца
Пешца је насеље у општини Беране у Црној Гори. Према попису из 2003. било је 1721 становника (према попису из 1991. било је 1557 становника).
Овде је рођен народни херој Милош Малишић (1909-1941).

## Демографија
У насељу Пешца живи 1247 пунолетних становника, а просечна старост становништва износи 33,6 година (32,6 код мушкараца и 34,6 код жена). У насељу има 468 домаћинстава, а просечан број чланова по домаћинству је 3,68.
Становништво у овом насељу је мешовито и већину чине Срби. У свим послератним пописима се бележи повећање броја становника.
|  |

| Демографија | Демографија | Демографија |
| Година      | Становника  | Становника  |
| ----------- | ----------- | ----------- |
|             |             |             |
|             |             |             |
|             |             |             |
|             |             |             |
| 1948.       | 278         |             |
| 1953.       | 292         |             |
| 1961.       | 413         |             |
| 1971.       | 938         |             |
| 1981.       | 1.167       |             |
| 1991.       | 1.557       | 1.501       |
| 2003.       | 1.857       | 1.721       |
|             |             |             |
|             |             |             |

| Етнички састав према попису из 2003.‍ | Етнички састав према попису из 2003.‍ | Етнички састав према попису из 2003.‍ | Етнички састав према попису из 2003.‍ | Етнички састав према попису из 2003.‍ |
| ------------------------------------ | ------------------------------------ | ------------------------------------ | ------------------------------------ | ------------------------------------ |
|                                      |                                      |                                      |                                      |                                      |
| Срби                                 | Срби                                 |                                      | 1.097                                | 63,74%                               |
| Црногорци                            | Црногорци                            |                                      | 531                                  | 30,85%                               |
| Муслимани                            | Муслимани                            |                                      | 11                                   | 0,63%                                |
| Македонци                            | Македонци                            |                                      | 2                                    | 0,11%                                |
| Албанци                              | Албанци                              |                                      | 2                                    | 0,11%                                |
| Југословени                          | Југословени                          |                                      | 2                                    | 0,11%                                |
| Хрвати                               | Хрвати                               |                                      | 1                                    | 0,05%                                |
| Мађари                               | Мађари                               |                                      | 1                                    | 0,05%                                |
| непознато                            | непознато                            |                                      | 4                                    | 0,23%                                |

| \| \| м \| \| \| ж \| \| ? \| 5 \| \| \| 10 \| \| 80+ \| 4 \| \| \| 13 \| \| 75—79 \| 8 \| \| \| 17 \| \| 70—74 \| 17 \| \| \| 28 \| \| 65—69 \| 42 \| \| \| 34 \| \| 60—64 \| 28 \| \| \| 40 \| \| 55—59 \| 31 \| \| \| 26 \| \| 50—54 \| 50 \| \| \| 57 \| \| 45—49 \| 62 \| \| \| 69 \| \| 40—44 \| 73 \| \| \| 56 \| \| 35—39 \| 53 \| \| \| 65 \| \| 30—34 \| 58 \| \| \| 55 \| \| 25—29 \| 74 \| \| \| 60 \| \| 20—24 \| 82 \| \| \| 76 \| \| 15—19 \| 60 \| \| \| 61 \| \| 10—14 \| 70 \| \| \| 79 \| \| 5—9 \| 84 \| \| \| 65 \| \| 0—4 \| 52 \| \| \| 57 \| \| Просек : \| 55 \| \| \| 14 \| |    |  |  |    |
| |    |  |  |    |
| | м  |  |  | ж  |
| ? | 5  |  |  | 10 |
| 80+ | 4  |  |  | 13 |
| 75—79 | 8  |  |  | 17 |
| 70—74 | 17 |  |  | 28 |
| 65—69 | 42 |  |  | 34 |
| 60—64 | 28 |  |  | 40 |
| 55—59 | 31 |  |  | 26 |
| 50—54 | 50 |  |  | 57 |
| 45—49 | 62 |  |  | 69 |
| 40—44 | 73 |  |  | 56 |
| 35—39 | 53 |  |  | 65 |
| 30—34 | 58 |  |  | 55 |
| 25—29 | 74 |  |  | 60 |
| 20—24 | 82 |  |  | 76 |
| 15—19 | 60 |  |  | 61 |
| 10—14 | 70 |  |  | 79 |
| 5—9 | 84 |  |  | 65 |
| 0—4 | 52 |  |  | 57 |
| Просек : | 55 |  |  | 14 |

| Број домаћинстава према пописима из периода 1948—2003. | Број домаћинстава према пописима из периода 1948—2003. | Број домаћинстава према пописима из периода 1948—2003. | Број домаћинстава према пописима из периода 1948—2003. | Број домаћинстава према пописима из периода 1948—2003. | Број домаћинстава према пописима из периода 1948—2003. | Број домаћинстава према пописима из периода 1948—2003. | Број домаћинстава према пописима из периода 1948—2003. |
| Година пописа                                          | 1948.                                                  | 1953.                                                  | 1961.                                                  | 1971.                                                  | 1981.                                                  | 1991.                                                  | 2003.                                                  |
| ------------------------------------------------------ | ------------------------------------------------------ | ------------------------------------------------------ | ------------------------------------------------------ | ------------------------------------------------------ | ------------------------------------------------------ | ------------------------------------------------------ | ------------------------------------------------------ |
| Број домаћинстава                                      | 66                                                     | 71                                                     | 91                                                     | 191                                                    | 249                                                    | 385                                                    | 480                                                    |

| Број домаћинстава по броју чланова према попису из 2003. | Број домаћинстава по броју чланова према попису из 2003. | Број домаћинстава по броју чланова према попису из 2003. | Број домаћинстава по броју чланова према попису из 2003. | Број домаћинстава по броју чланова према попису из 2003. | Број домаћинстава по броју чланова према попису из 2003. | Број домаћинстава по броју чланова према попису из 2003. | Број домаћинстава по броју чланова према попису из 2003. | Број домаћинстава по броју чланова према попису из 2003. | Број домаћинстава по броју чланова према попису из 2003. | Број домаћинстава по броју чланова према попису из 2003. | Број домаћинстава по броју чланова према попису из 2003. |
| Број чланова                                             | 1                                                        | 2                                                        | 3                                                        | 4                                                        | 5                                                        | 6                                                        | 7                                                        | 8                                                        | 9                                                        | 10 и више                                                | Просек                                                   |
| -------------------------------------------------------- | -------------------------------------------------------- | -------------------------------------------------------- | -------------------------------------------------------- | -------------------------------------------------------- | -------------------------------------------------------- | -------------------------------------------------------- | -------------------------------------------------------- | -------------------------------------------------------- | -------------------------------------------------------- | -------------------------------------------------------- | -------------------------------------------------------- |
| Број домаћинстава                                        | 468                                                      | 65                                                       | 70                                                       | 73                                                       | 106                                                      | 84                                                       | 50                                                       | 14                                                       | 3                                                        | 1                                                        | 2                                                        |

| Пол    | Укупно | Неожењен/Неудата | Ожењен/Удата | Удовац/Удовица | Разведен/Разведена | Непознато |
| ------ | ------ | ---------------- | ------------ | -------------- | ------------------ | --------- |
| Мушки  | 647    | 220              | 397          | 15             | 4                  | 11        |
| Женски | 667    | 136              | 395          | 92             | 21                 | 23        |
| УКУПНО | 1.314  | 356              | 792          | 107            | 25                 | 34        |

| Пол    | Укупно                    | Пољопривреда, лов и шумарство | Рибарство                            | Вађење руде и камена | Прерађивачка индустрија       |
| ------ | ------------------------- | ----------------------------- | ------------------------------------ | -------------------- | ----------------------------- |
| Мушки  | 268                       | 14                            | 0                                    | 6                    | 48                            |
| Женски | 175                       | 1                             | 0                                    | 0                    | 19                            |
| Укупно | 443                       | 15                            | 0                                    | 6                    | 67                            |
|        |                           |                               |                                      |                      |                               |
| Пол    | Производња и снабдевање   | Грађевинарство                | Трговина                             | Хотели и ресторани   | Саобраћај, складиштење и везе |
| Мушки  | 17                        | 12                            | 25                                   | 10                   | 26                            |
| Женски | 3                         | 1                             | 35                                   | 9                    | 5                             |
| Укупно | 20                        | 13                            | 60                                   | 19                   | 31                            |
|        |                           |                               |                                      |                      |                               |
| Пол    | Финансијско посредовање   | Некретнине                    | Државна управа и одбрана             | Образовање           | Здравствени и социјални рад   |
| Мушки  | 7                         | 1                             | 47                                   | 32                   | 6                             |
| Женски | 3                         | 4                             | 16                                   | 40                   | 29                            |
| Укупно | 10                        | 5                             | 63                                   | 72                   | 35                            |
|        |                           |                               |                                      |                      |                               |
| Пол    | Остале услужне активности | Приватна домаћинства          | Екстериторијалне организације и тела | Непознато            | Непознато                     |
| Мушки  | 10                        | 0                             | 0                                    | 7                    | 7                             |
| Женски | 8                         | 0                             | 0                                    | 2                    | 2                             |
| Укупно | 18                        | 0                             | 0                                    | 9                    | 9                             |